# Tahitótfalu, Pesta
Tahitótfalu  este un sat în districtul Szentendre, județul Pesta, Ungaria, având o populație de 5.265 de locuitori (2011).

## Așezare
Localitatea se află în nordul județului, pe malurile Dunării. Cartierul Tótfalu este situat pe insula Szentendre de pe Dunăre, pe când Tahi este situat peste fluviu de primul, la poalele estice ale munților Pilis.

## Demografie
Componența etnică a satului Tahitótfalu
     Maghiari (95,71%)
     Germani (1,48%)
     Necunoscut (1,34%)
     Alții (1,46%)
Componența confesională a satului Tahitótfalu
     Romano-catolici (28,51%)
     Reformați (25,7%)
     Fără religie (14,8%)
     Atei (1,27%)
     Necunoscută (28,22%)
     Alte religii (4,88%)
Conform recensământului din 2011, satul Tahitótfalu avea 5.265 de locuitori. Din punct de vedere etnic, majoritatea locuitorilor (95,71%) erau maghiari, cu o minoritate de germani (1,48%). Apartenența etnică nu este cunoscută în cazul a 1,34% din locuitori. Nu există o religie majoritară, locuitorii fiind romano-catolici (28,51%), reformați (25,7%), persoane fără religie (14,8%) și atei (1,27%). Pentru 28,22% din locuitori nu este cunoscută apartenența confesională.